# صدا و سیمای فارس
صدا و سیمای فارس که به‌مردم استان فارس اختصاص دارد، یکی از مراکز صدا و سیمای جمهوری اسلامی ایران است که در شهر شیراز فعالیت می‌کند. احمد پهلوانیان مدیر کل فعلی صدا و سیمای فارس می‌باشد.

## جمعیت زیر پوشش
بررسی جمعیت زیرپوشش سیمای جمهوری اسلامی ایران براساس جمعیت سال ۱۳۷۰ استان فارس تا ۶ ماههٔ اول سال ۷۲ نشان می‌دهد که ۲/۹۸ درصد از ساکنین مناطق شهری و ۴/۸۱ درصد از ساکنین مناطق روستایی استان زیر پوشش برنامه‌های شبکه اول بوده‌اند و این پوشش برای شبکه دوم در مناطق شهری ۳/۹۲ درصد و در مناطق روستایی استان ۹/۴۷ درصد بوده‌است.